# Laemanctus
Laemanctus és un gènere de sauròpsids (rèptils) escatosos de la família Corytophanidae de distribució neotropical.

## Taxonomia
El gènere consisteix en dues espècies conegudes amb sis subespècies:
- Laemanctus longipes Wiegmann, 1834

- Laemanctus longipes deborrei Boulenger, 1877
- Laemanctus longipes longipes Wiegmann, 1834
- Laemanctus longipes waltersi Schmidt, 1933

- Laemanctus serratus Cope, 1864

- Laemanctus serratus alticoronatus Cope, 1866
- Laemanctus serratus mccoyi Pérez-Higareda i Vogt, 1985
- Laemanctus serratus serratus Cope, 1864

- Laemanctus julioi Mccranie, 2018